# آکیمی کاوافونه
آکیمی کاوافونه (انگلیسی: Akimi Kawafune؛ زادهٔ ۲۵ دسامبر ۲۰۰۳) بازیکن فوتبال اهل ژاپن است.